# 믹담
믹담(히브리어: מִכְתָּם, 영어: Miktam)은 구약성경의 시편 16편, 56편~60편의 표제어에서 발견되는 단어이다. 그 정확한 의미는 아직 밝혀지지 않았다. 다윗과 연관되는 시편은 믹담 외에도 여럿 있으나, 다윗이 정말 이 시들을 썼다기 보다는 후대에 과거를 회상하며 다윗을 붙인 것으로 이해한다. 믹담이라는 표제가 붙은 시편들은 현재의 시편집이 완성되기 전에 존재했던 작은 시편가 모음집 중 하나를 구성했을 가능성이 논의된다.
'믹담'은 바빌로니아어 "나카무", 즉 용기의 금속 뚜껑과 대응되는 단어이지만 시편에서 이 단어가 어떤 의미로 사용되었는지 여러 가설들이 있으나 정설이라고 할 만한 것은 없다. 11세기의 랍비인 아브라함 이븐 에즈라가 믹담을 금을 뜻하는 케템(kéthem)과 연결시키기도 하였으나, 70인역의 번역가나 타르굼, 라틴어 번역 등을 통해 전해진 다른 해석들은 이 용어의 의미가 완전히 잊혔음을 보여줄 뿐이다.
현대 히브리어에서 믹담은 에피그램을 의미하게 되었으며, 여러 히브리어 경구 모음집이 이 단어를 제목으로 사용하였다.

## 같이 보기
- 시편